# Сульфид хрома-калия
Сульфид хрома-калия — неорганическое соединение,
комплексный сульфид калия и хрома с формулой KCrS2,
кристаллы.

## Получение
- Реакция карбоната калия и оксида хрома в сероводородной атмосфере:

{\displaystyle {\mathsf {K_{2}CO_{3}+Cr_{2}O_{3}+4H_{2}S\ {\xrightarrow {800-900^{o}C}}\ 2KCrS_{2}+CO_{2}\uparrow +4H_{2}O}}}

## Физические свойства
Сульфид хрома-калия образует кристаллы
тетрагональной сингонии,
пространственная группа R 3m,
параметры ячейки a = 0.3618 нм, c = 2.116 нм.
Является ферромагнетиком с точкой Кюри 112 К.